# Шушарский ручей
Шуша́рский ручей — ручей в Фрунзенском районе Санкт-Петербурга. Впадает в Волковку, но фактически в Волковский канал (который, в свою очередь, входит в состав Волковки). Длина — 1 км.
Ручей сильно заболочен.
Скорость течения очень малая, что объясняет его заболоченность.
С XIX века известен как Светлой. Начинался ручей восточнее пересечения Царскосельской железной дороги и Московской дороги.